# Câu lạc bộ quý ông

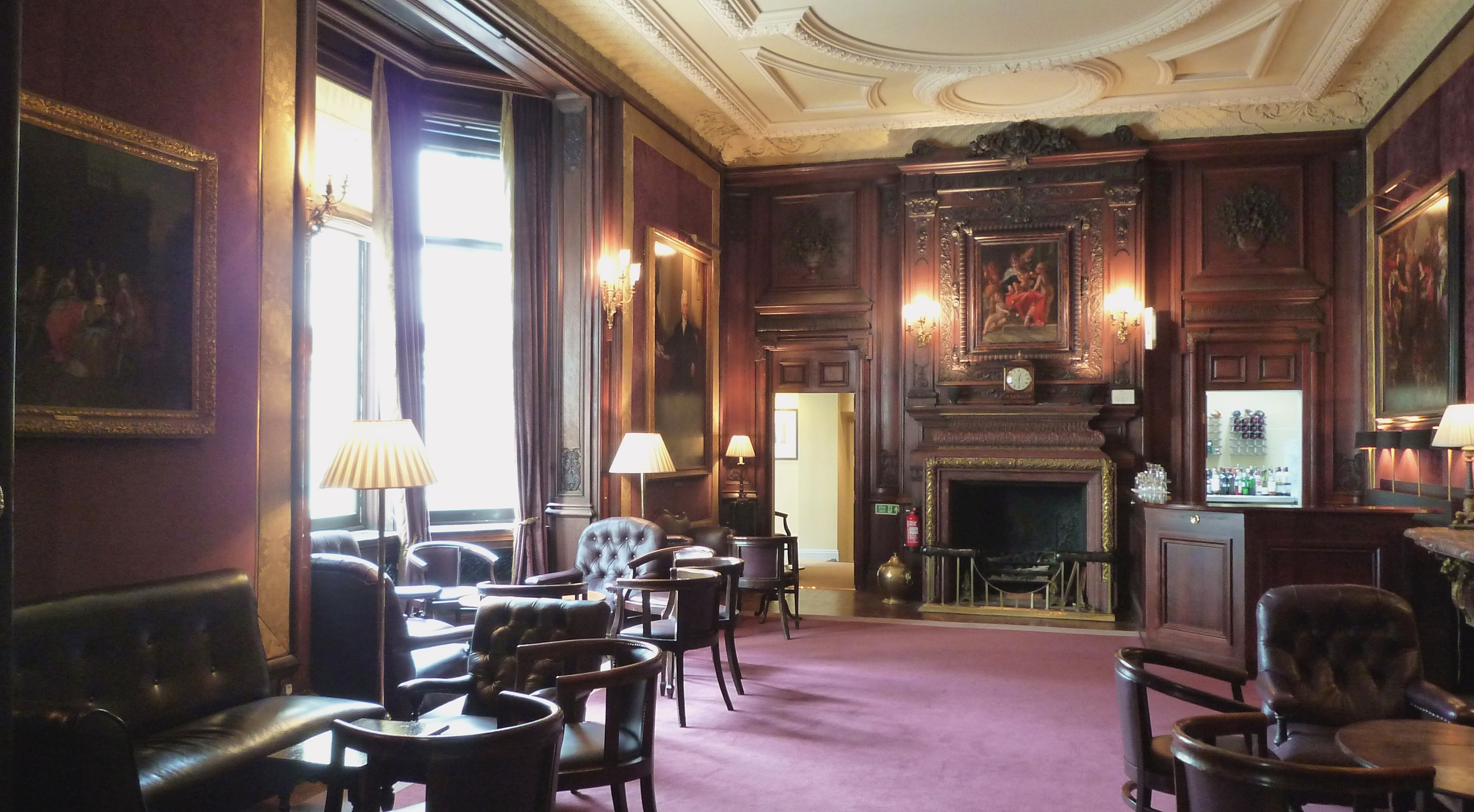
Khu vực quầy bar của Câu lạc bộ Savile, Luân Đôn.

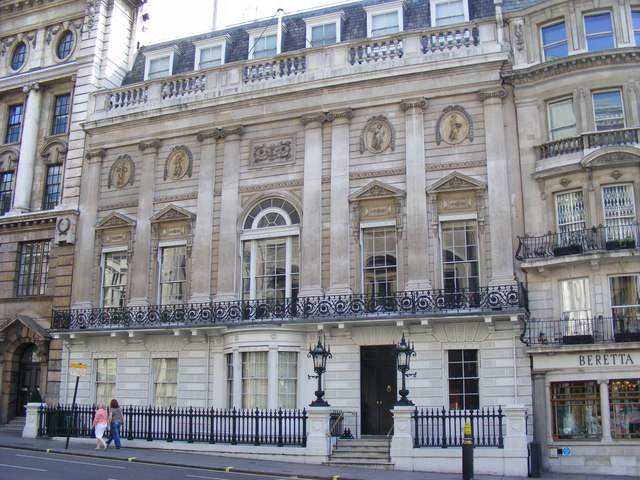
White's là câu lạc bộ dành cho quý ông lâu đời nhất ở Luân Đôn vẫn tồn tại, được thành lập vào năm 1693.

Câu lạc bộ quý ông (tiếng Anh: Gentlemen's Club) là một loại hình câu lạc bộ xã hội tư nhân chỉ mở cửa cho các thành viên nam giới thuộc tầng lớp thượng lưu, xuất hiện ở Vương Quốc Anh vào thế kỷ 18 và trở nên phổ biến trong tầng lớp trung lưu vào cuối thế kỷ 19. Để được trở thành một thành viên của một câu lạc bộ, người tham gia phải đáp ứng các tiêu chí kinh tế xã hội nhất định, được đồng chọn, đóng phí thành viên, và đây không phải là nơi công cộng.
Câu lạc bộ dành cho quý ông thường bao gồm phòng ăn trang trọng, quầy bar, thư viện, phòng chơi bi-da và một hoặc nhiều phòng để đọc sách, giải trí và giao lưu.
Tại Hoa Kỳ, cụm từ Gentlemen Club thường được coi là một từ đồng nghĩa với câu lạc bộ thoát y. Ngoài ra còn có nhiều câu lạc bộ truyền thống còn tồn tại ở các thành phố lớn của các tiểu bang nước Mỹ. Đặc biệt, Ấn Độ, Pakistan và Bangladesh là nơi có các câu lạc bộ dành cho quý ông nổi tiếng, hầu hết là trong thời kỳ gắn liền với Đế quốc Anh cai trị.

## Lịch sử

### Ban đầu

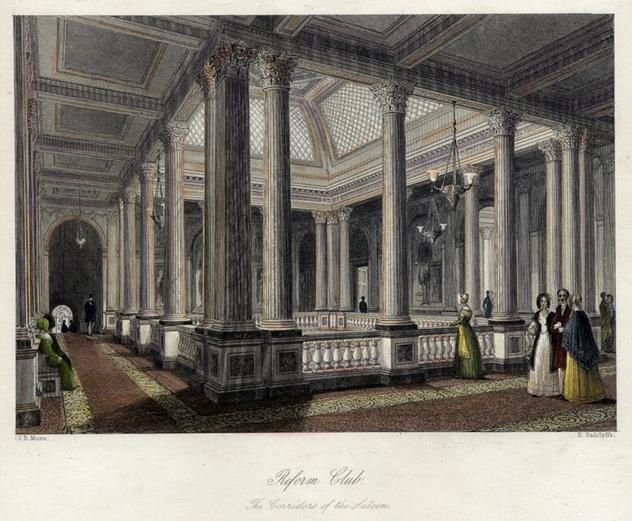
Tầng trên của Reform Club năm 1841.

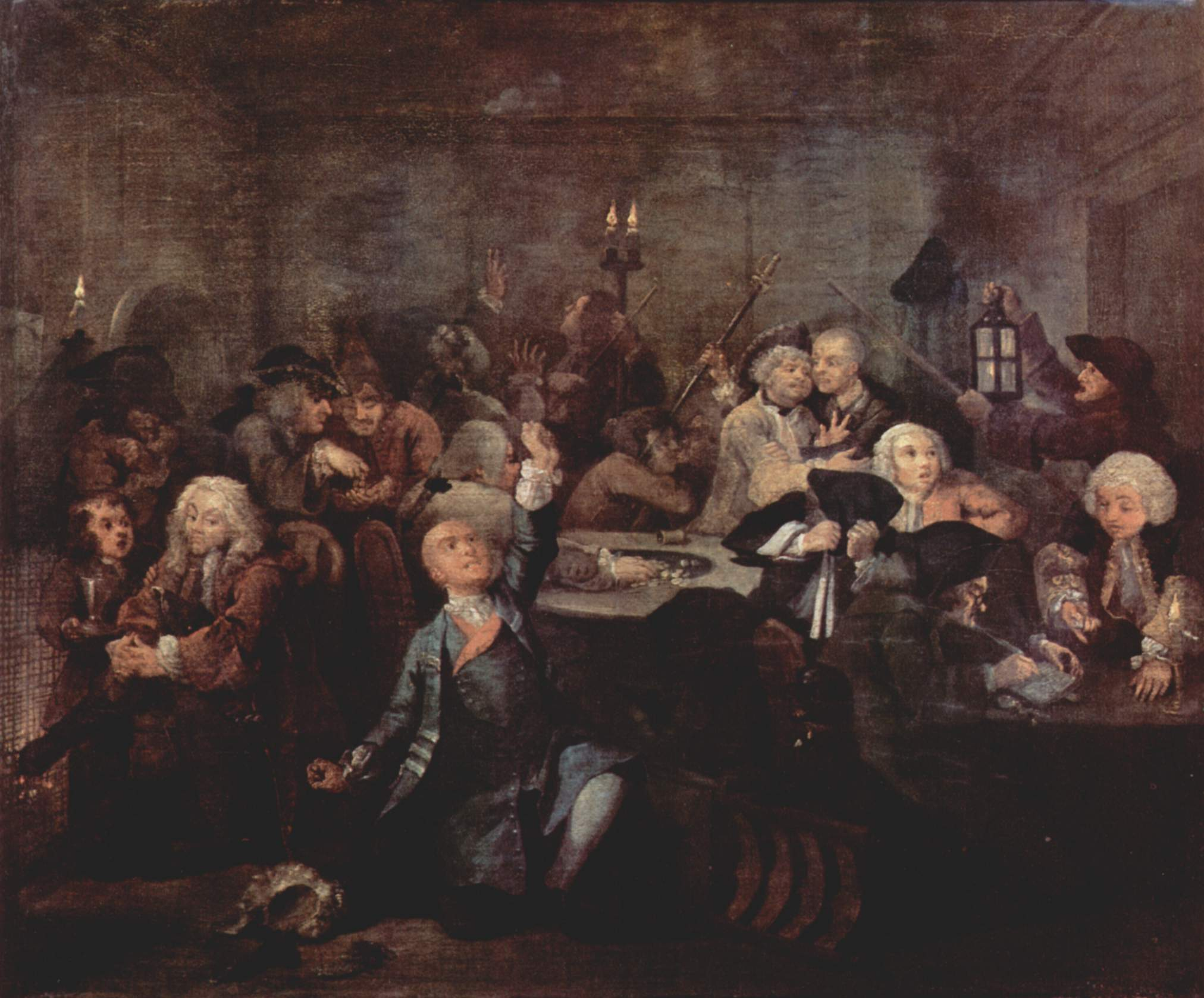
Tranh của William Hogarth mô tả tiệm cà phê khét tiếng (1732)

Lịch sử về câu lạc bộ dành cho quý ông được thành lập ở khu vực West End của Luân Đôn vào thế kỷ 18 và xung quanh quận St. James. Cho đến ngày nay, địa điểm này là hoạt động của các câu lạc bộ quý ông nhiều nhất, đôi khi vẫn được gọi là "clubland" (Vùng đất của các câu lạc bộ).
Trong những ngày đầu, những tiệm cà phê và sô-cô-la ở Luân Đôn thường là nơi mọi người gặp nhau. Các tiệm cà phê bắt đầu xuất hiện phổ biến ở Luân Đôn, không lâu sau khi cà phê du nhập vào nước Anh vào năm 1652. Theo nhà sử học Brian Cowan thì "Cà phê trở thành đồng nghĩa với sự sành điệu, đó là nơi mọi người tụ tập để uống cà phê, giao dịch công việc, đọc báo, tiếp đãi tình nhân hoặc nhận thư."
Khi bạn có một tiệm đồ uống, công ty của bạn cũng vậy, đối với mỗi người đàn ông dường như là một người có đẳng cấp, và tự xếp hạng và lập hồ sơ theo danh sách của mình, bất kể bằng cấp hay thứ tự; vì vậy, bạn thường có thể thấy trong cửa tiệm là một kẻ ngớ ngẩn và một công lý được tôn thờ, một kẻ thù dai và một công dân nghiêm túc, một luật sư xứng đáng và một kẻ móc túi sai lầm, một kẻ không tôn kính và một ngân hàng núi canting, tất cả hòa quyện với nhau để tạo nên một bản hòa tấu của sự không kiêng nể - The Character of a Coffee-House, 1673.

Tuy nhiên, sau đó vấn đề với các quán cà phê công cộng đối mặt với không gian ồn ào, và làm xáo trộn hay gián đoạn các giao dịch của giới thượng lưu. Do đó, vào giữa những năm 1700, các câu lạc bộ độc quyền hơn bắt đầu thay thế các tiệm cà phê trong các con phố xung quanh Cung điện St. James lúc bấy giờ.
Theo truyền thống, các câu lạc bộ chỉ mở cửa cho những quý ông thuộc giới quý tộc, giới tinh hoa và giới thượng lưu. Một quý ông người Anh thường được đánh giá thông qua bởi câu lạc bộ mà anh ta thuộc về thành viên. Các câu lạc bộ cho quý ông đã phát triển thành một truyền thống phong phú về tình bạn, tình thân thuộc và tình anh em dành cho những người chồng, người cha và cử nhân chuyên nghiệp.

### Phát triển

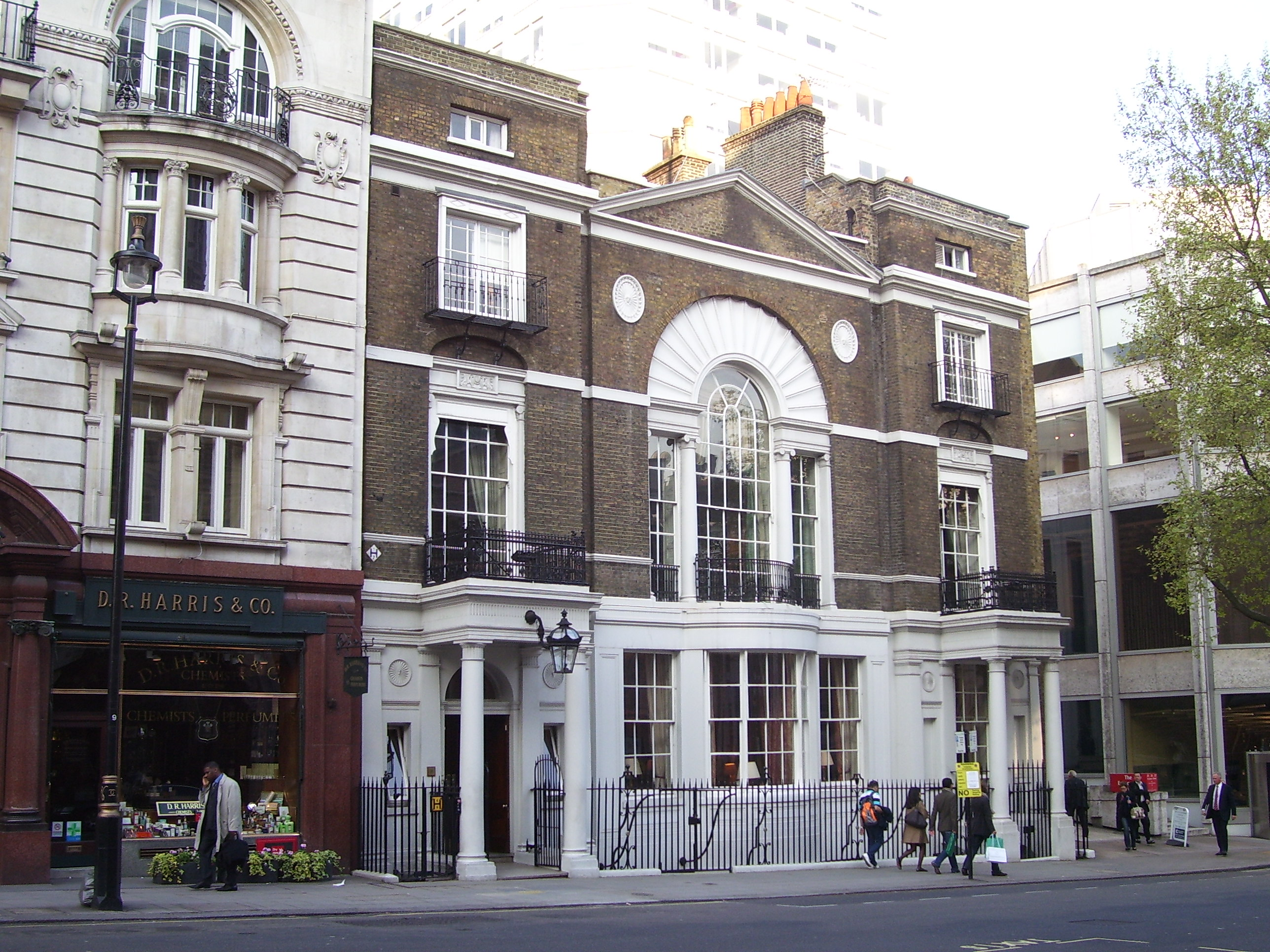
Câu lạc bộ Boodle's ngày nay

White's là một câu lạc bộ sớm nhất được thành lập cho các quý ông vào năm 1693 ở Anh. Cả White's, Brooks's và Boodle's là một trong những câu lạc bộ truyền thống dành cho quý ông đầu tiên trên thế giới và nơi cung cấp môi trường cho cờ bạc, hành vi bất hợp pháp bên ngoài các cơ sở chỉ dành cho hội viên.
Jonathan Swift đã mô tả về cơ sở nổi tiếng này được thành lập bởi một người Ý tên là Francesco Bianco, ông đã đi theo Frances White như là "điểm xấu của giới quý tộc Anh". Mục đích đằng sau hầu hết các câu lạc bộ không phải là cờ bạc, nhưng đối với một số người trong số họ, đây là một trong những trò tiêu khiển chính lúc bấy giờ. Các câu lạc bộ thường là nơi để kết nối mạng lưới chính trị và quyền lực.
Vào thế kỷ 19, câu lạc bộ dành cho quý ông đã đạt đến mức phổ biến đỉnh cao khi có hàng trăm câu lạc bộ được thành lập, chỉ tính riêng ở Luân Đôn đã có hơn 400 cơ sở, cũng như hàng trăm câu lạc bộ khác trên khắp Khối thịnh vượng chung của nước Anh, đặc biệt là vào những năm 1880. Sự mở rộng này có thể được giải thích một phần bởi các phần mở rộng lớn của nhượng quyền thương mại trong Đạo luật Cải cách năm 1832, 1867 và năm 1885. Mỗi lần, có hàng trăm nghìn người đàn ông tăng lên đủ điều kiện để bỏ phiếu, và họ thường cảm thấy rằng mình đã được nâng lên vị thế như một "Gentleman"; do đó, những người này đã bắt đầu tìm kiếm một câu lạc bộ cho riêng mình.
Hiện tại, các câu lạc bộ quý ông truyền thống với giới hạn nghiêm ngặt cả về số lượng thành viên bao gồm một loạt các danh sách chờ đợi dài. Nhìn chung, các câu lạc bộ rất cảnh giác với những thành viên tiềm năng mới được gia nhập, và vì vậy những thành viên này bắt đầu thành lập câu lạc bộ của riêng họ. Mỗi một trong ba Đạo luật Cải cách lớn tương ứng với việc mở rộng thêm các câu lạc bộ cũng như việc mở rộng thêm nhượng quyền thương mại vào năm 1918. Nhiều câu lạc bộ mới, "bao gồm" hơn này tỏ ra miễn cưỡng như tổ tiên của họ khi kết nạp thành viên mới khi nhượng quyền thương mại đã được mở rộng thêm.
Trong cuốn sách Club Life in London năm 1866 đã đề cập rõ:
"Câu lạc bộ, trong sự chấp nhận chung của thuật ngữ, có thể được coi là một trong những nhánh sớm nhất của thói quen hòa đồng và xu hướng xã hội cho con người."

Cuối thế kỷ 19, một người khao khát địa vị "quý ông" nhất thiết phải có khả năng tìm được một câu lạc bộ nhất định cho anh ta trong số các thành viên, trừ khi tính cách hoặc danh tiếng của anh ta bị nghi ngờ và theo một cách nào đó hoặc "không thể chấp nhận được".

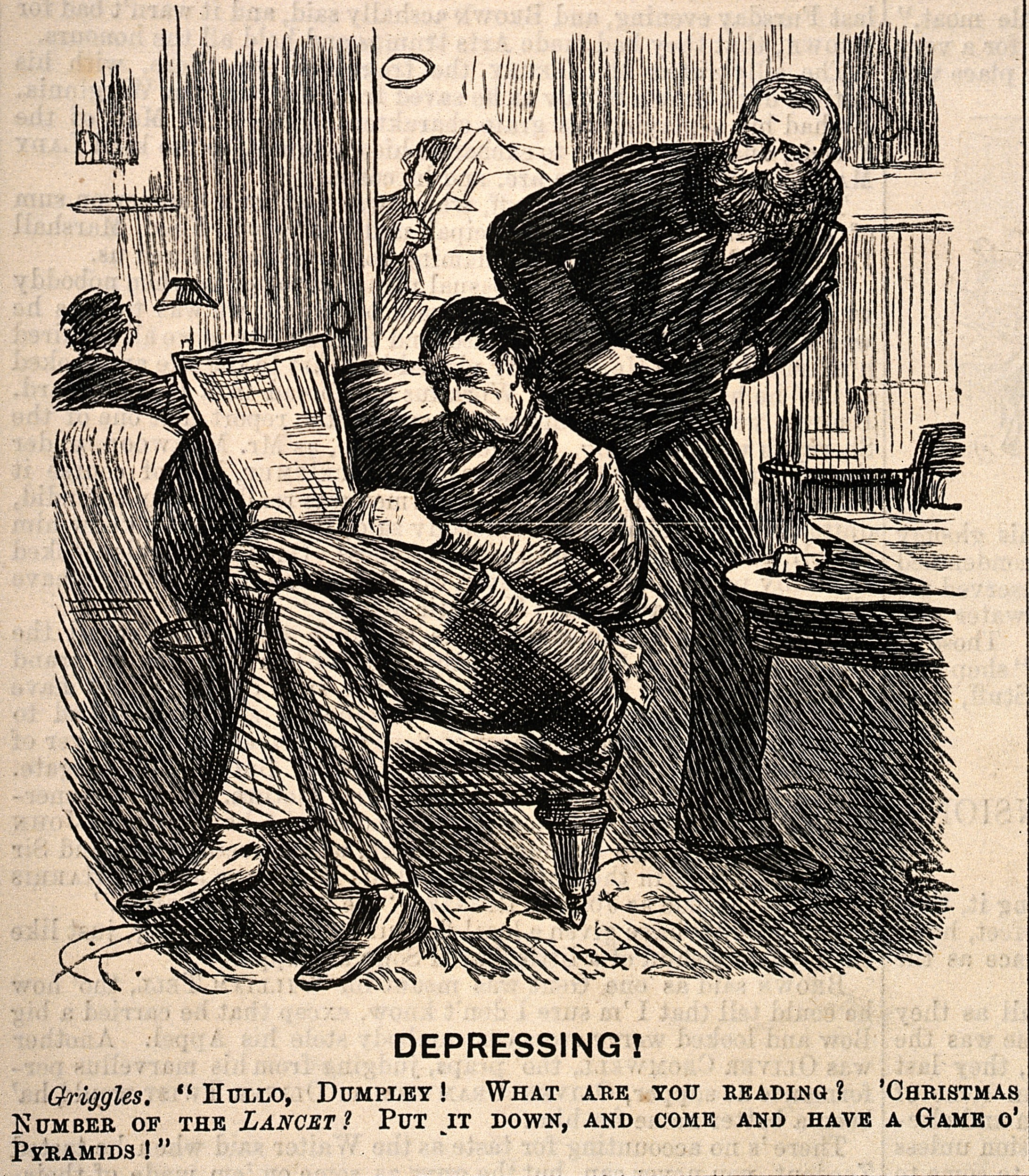
Một người đàn ông đọc sách tại Câu lạc bộ quý ông

Theo nhiều cách, câu lạc bộ quý ông giống như một ngôi nhà thông thường hay "ngôi nhà thứ hai". Các toà nhà được xây dựng bởi các kiến trúc sư giống như những ngôi biệt thự tốt nhất thời đó và có kiểu nội thất tương tự. Ngôi nhà là một nơi ẩn náu thuận tiện cho những người đàn ông muốn thoát khỏi mối quan hệ với phụ nữ, "phù hợp với hệ tư tưởng về các lĩnh vực riêng biệt mà theo đó người đàn ông quan tâm với thế giới cộng đồng, trong khi lãnh vực của phụ nữ là ở nhà." Nhiều người đàn ông đã dành phần lớn cuộc đời của họ tại câu lạc bộ của họ, và những người đàn ông trẻ tuổi, mới tốt nghiệp lần đầu tiên chuyển đến Luân Đôn để sống tại câu lạc bộ sau khi gia nhập trong hai hoặc ba năm, trước khi họ có đủ khả năng để thuê một nhà hoặc căn hộ.
Nhiều câu lạc bộ đã có sẵn đơn đăng ký thành viên, một số đơn thành công phải đợi dài tới 16 năm. Không có định nghĩa nào được coi là câu lạc bộ tiêu chuẩn của các quý ông. Mỗi câu lạc bộ đều có những quy chuẩn khác nhau.
Các yêu cầu về giai cấp dần được nới lỏng trong suốt thế kỷ 19 và 20. Từ những năm 1970 trở đi, một số câu lạc bộ truyền thống đơn giới đã mở cửa cho cả hai giới là khách tham quan và thành viên, một phần để duy trì mức độ thành viên hoạt động. Reform Club là câu lạc bộ đầu tiên trong số các câu lạc bộ dành cho quý ông kết nạp phụ nữ vào năm 1981.
Một khía cạnh đáng kể khác đối với sự phổ biến của các câu lạc bộ dành cho quý ông ở Anh, là thực tế người Anh đã phục vụ khuynh hướng bảo thủ dựa trên sự tách biệt giới tính và tầng lớp xã hội, vì thế, họ có thể tiến tới trở thành một "cộng đồng người nói tiếng Anh" đáng tự hào.

### Vấn đề giới tính
Phụ nữ cũng bắt đầu thành lập các câu lạc bộ của riêng họ vào cuối thế kỷ 19, chẳng hạn như Ladies' Institute và Ladies' Athenaeum. Họ đã tỏ ra khá phổ biến vào thời điểm đó, nhưng chỉ có một câu lạc bộ có trụ sở tại Luân Đôn, The University Women's Club còn tồn tại cho đến ngày nay với tư cách là một câu lạc bộ dành cho nữ giới. Ngược lại, người phụ nữ duy nhất từng được phép bước vào trong câu lạc bộ quý ông là Nữ vương Elizabeth II cho Tiệc độc thân của con trai bà, Thái tử Charles vào năm 1981.
Ian Cameron, bố của Cựu Thủ tướng Anh David Cameron từng là chủ tịch ở White's, ông thành viên tại câu lạc bộ được 15 năm nhưng Cameron đã quyết định từ chức khi ông trở thành lãnh đạo của đảng Bảo thủ vào năm 2008, do câu lạc bộ từ chối kết nạp phụ nữ. Hiện tại, một số - không phải tất cả, câu lạc bộ tư nhân truyền thống đã chấp nhận chào đón cho các thành viên về địa vị xã hội và giới tính.

### Tình trạng hiện tại
Mặc dù câu lạc bộ truyền thống dành cho quý ông không còn phổ biến hoặc có ảnh hưởng giống như cách đây một trăm năm, nhưng nó đã có một sự nổi lên đáng chú ý kể từ những năm 1980, ở Anh cũng như ở các quốc gia khác.

## Quy tắc hoạt động chung
Câu lạc bộ dành cho quý ông là những nơi riêng tư được thiết kế để cho phép nam giới thư giãn và tạo tình bạn với những người đàn ông khác. Câu lạc bộ được coi là một phần trung tâm trong cuộc sống của những người đàn ông ưu tú. Họ cung cấp mọi thứ mà một ngôi nhà bình thường sẽ có. Các câu lạc bộ được tạo ra và thiết kế cho nhu cầu sinh hoạt của một người đàn ông. Chúng là nơi để họ giải tỏa căng thẳng và lo lắng.
Trên thực tế, Câu lạc bộ dành cho quý ông cung cấp các không gian như phòng ăn, thư viện, phòng giải trí và trò chơi, phòng ngủ, phòng tắm và phòng vệ sinh, và một phòng làm việc.
Ngoài ra, các nhân viên của câu lạc bộ được giao nhiệm vụ giữ cho câu lạc bộ một không gian riêng tư và cố gắng kiểm soát việc không phát tán thông tin từ bên ngoài.

## Tính pháp lý

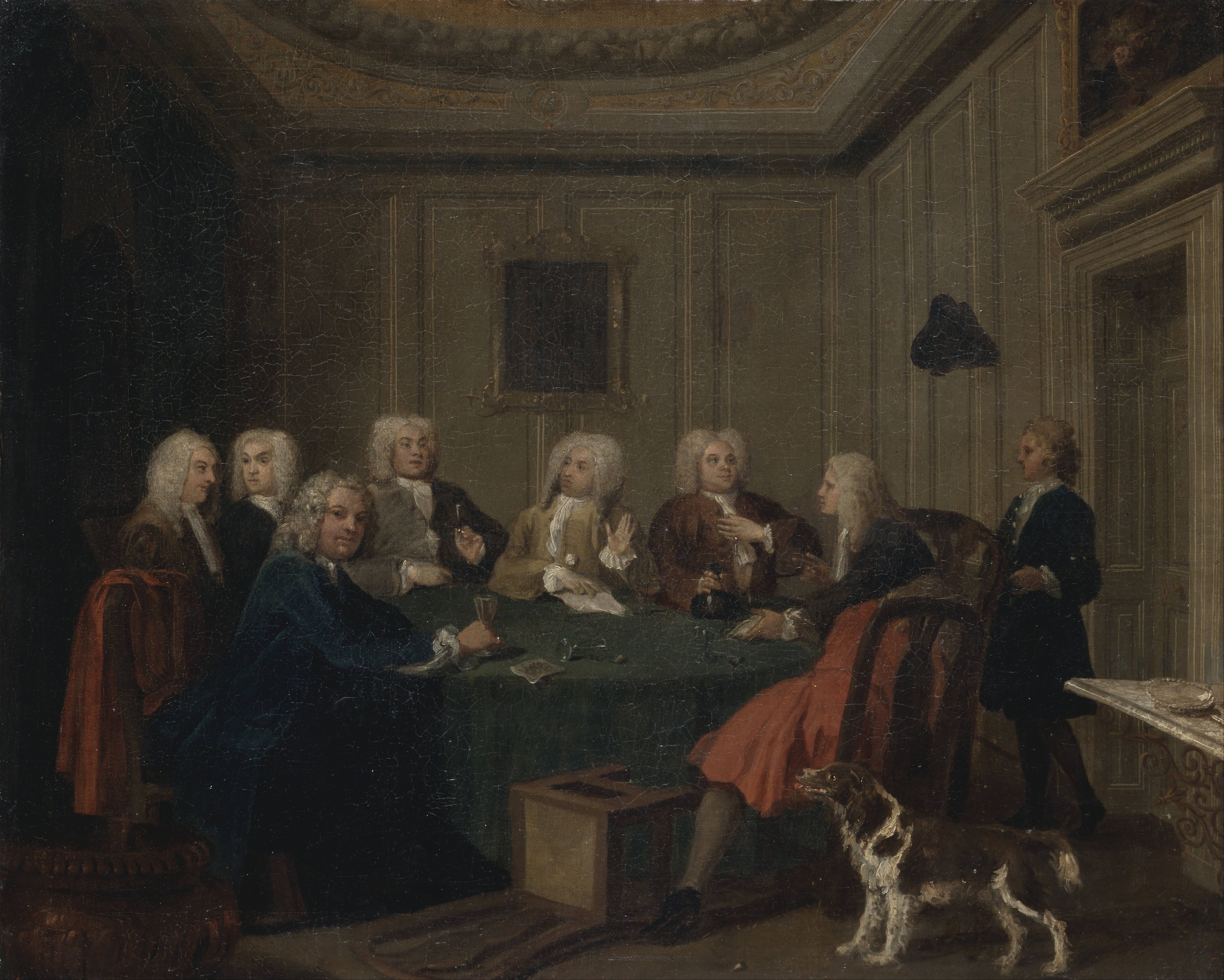
Tranh sơn dầu A Club of Gentlemen vào năm 1730, mô tả của Joseph Highmore.

Mặc dù các câu lạc bộ dành cho quý ông truyền thống không còn phổ biến hoặc có sức ảnh hưởng như ban đầu nhưng nhiều quy tắc vẫn được áp dụng. 
Tư cách thành viên được bầu chọn sau khi được những người đề xuất (ít nhất là hai hay nhiều trong câu lạc bộ), những thành viên đã biết được ứng cử viên trong một nhiệm kỳ nhiều năm sẽ chính thức đề cử người đó làm thành viên. Việc bầu cử là do một hội đồng đặc biệt (do tất cả thành viên bầu ra), hội đồng này có thể phỏng vấn các ứng viên và xem xét bất kỳ sự ủng hộ nào cũng như phản đối của các thành viên còn lại.
Một số câu lạc bộ nổi tiếng hàng đầu vẫn duy trì sự khác biệt thường là không định nghĩa hoặc hiếm khi giải thích cho những ai không đáp ứng được yêu cầu gia nhập làm thành viên. Sau khi đứng đầu trong loạt danh sách chờ, người đó có khả năng nhận quả bóng đen trong quá trình bầu cử chính thức của hội đồng. Trong những trường hợp này, thành viên đề xuất chính cho một người như vậy có thể sẽ từ chức, vì anh ta đã không rút được ứng cử viên không mong muốn của mình. Thông thường, thành viên đề xuất một ứng cử viên không phù hợp sẽ được các thành viên cấp cao "nói chuyện riêng" ở giai đoạn sớm hơn nhiều so với thời điểm bầu cử, và người sẽ rút ứng cử viên của mình để tránh gây bối rối cho tất cả những bên có liên quan.
Các câu lạc bộ thường sở hữu số lượng các thành viên chứ không phải bởi một cá nhân hoặc cơ quan công ty.

## Tư cách thành viên

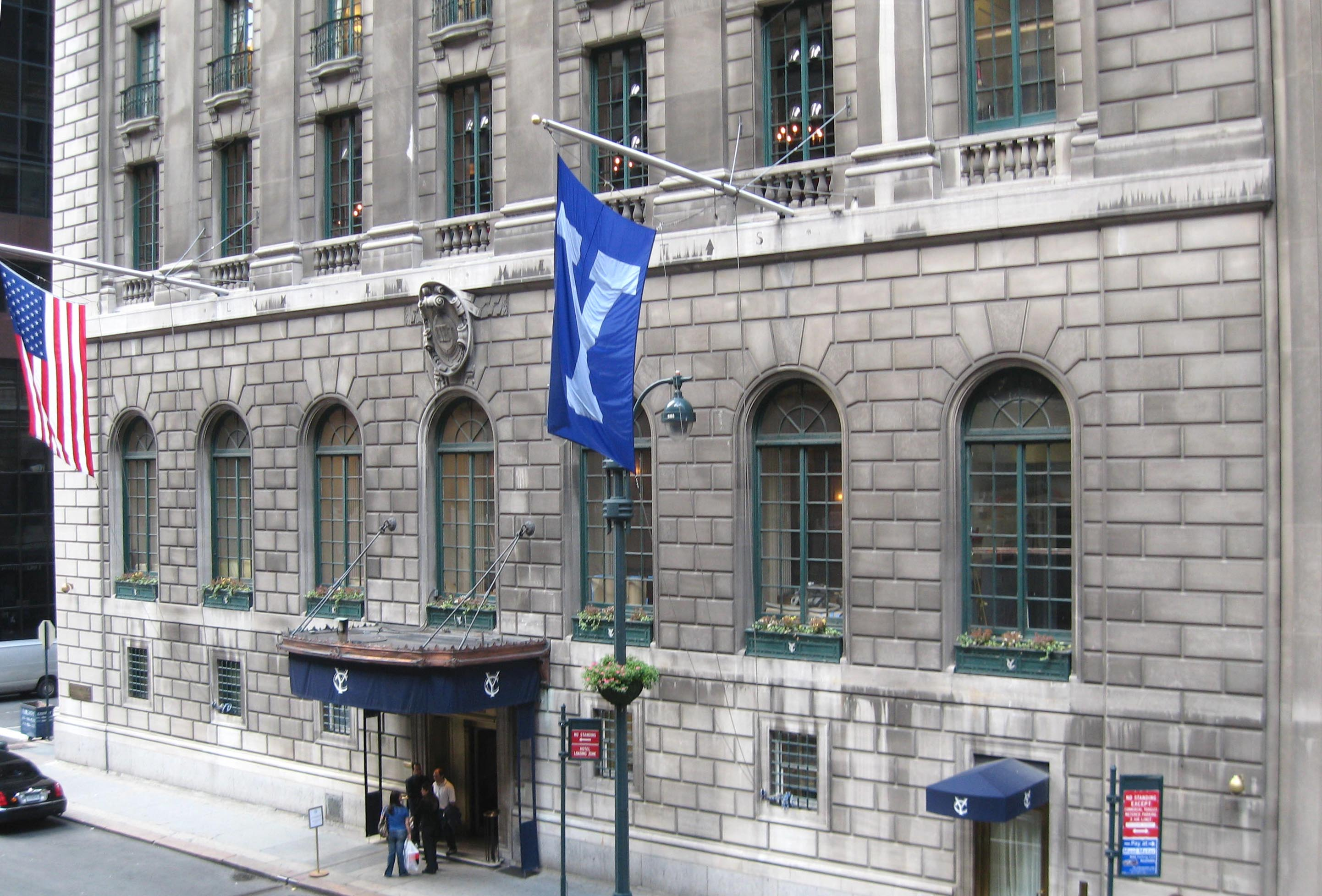
Yale Club (1915) mở cửa cho các thành viên thuộc Đại học Yale.

Trong khi nhiều câu lạc bộ có yêu cầu đầu vào để trở thành một thành viên chính thức thường bao gồm các yêu cầu về tài chính, liên kết đại học. Yale Club và Penn Club tại Thành phố New York là điển hình của các câu lạc bộ thuộc trường đại học: họ mở cửa cho tất cả những ai có mối liên hệ với các trường đại học tương ứng với câu lạc bộ (trong trường hợp này Đại học Yale hay Đại học Pennsylvania). Câu lạc bộ cũng cung cấp tư cách thành viên kế thừa cho bất kỳ con cái của các thành viên trực thuộc Yale. Một số câu lạc bộ có yêu cầu cho thành viên rất cụ thể.
Caledonian Club ở Belgravia là câu lạc bộ đòi hỏi "người gốc Scotland trực tiếp gốc từ một người cha Scotland hoặc mẹ, ông nội hoặc bà ngoại" hoặc "theo ý kiến của Ủy ban, các hiệp hội gần gũi nhất với Scotland."
Một ví dụ khác là Reform Club đòi hỏi các thành viên tiềm năng của mình phải chứng thực rằng họ đã có thể hỗ trợ các cải cách Luật 1832, trong khi East India Club chỉ yêu cầu các thành viên phải tốt nghiệp các trường công lập. Trong khi đó, Brook's là câu lạc bộ dành cho những thành viên theo chủ nghĩa tự do, Boodle's là dành cho những người yêu cầu, Câu lạc bộ Athenaeum chỉ dành cho các thành viên là nhà khoa học và nhà văn; và Câu lạc bộ Lữ hành đối với những quý ông, là những thành viên đã chứng minh rằng họ đã đi xa hơn 500 dặm (khoảng 804 km) từ Luân Đôn.
Các câu lạc bộ cũng đòi hỏi các yêu cầu và lệ phí cao của các thành viên, để duy trì phát triển câu lạc bộ, cùng với chi phí để đáp ứng quy định về trang phục, tiệc và hóa đơn ăn uống. Câu lạc bộ có xu hướng giữ tư cách thành viên cao cấp dành riêng cho những người giàu có.

## Câu lạc bộ quý ông khác

### Anh
Theo Hiệp hội các Câu lạc bộ của Luân Đôn (Association of London Clubs - ALC), có khoảng 55 câu lạc bộ thành viên ở Luân Đôn. Trong số đó, thì 20 câu lạc bộ thành viên chỉ dành cho nam giới. Mặt khác, ở Luân Đôn, có những điểm tương đồng giữa các câu lạc bộ ban đầu dành cho quý ông và các câu lạc bộ hiện đại hơn nhưng tương tự các câu lạc bộ thành viên tư nhân.

### Đức
Ngoài ra ở Đức có rất nhiều câu lạc bộ dành cho quý ông. Một trong những câu lạc bộ nổi tiếng nhất là "Übersee-Club" ở Hamburg, được thành lập năm 1922. Một ví dụ khác theo truyền thống và lý tưởng của câu lạc bộ quý ông cổ điển là SOHO-House ở Berlin: một địa điểm thân mật, nơi các nghệ sĩ và nhà sản xuất.

### Hoa Kỳ
Tất cả các thành phố lớn ở Mỹ đều có ít nhất một câu lạc bộ truyền thống dành cho quý ông. Tuy nhiên, nó phổ biến hơn ở các thành phố lâu đời như New Orleans và khắp Bờ Đông nước Mỹ. New York là những thành phố sở hữu số lượng các câu lạc bộ nhiều nhất, bao gồm cả Philadelphia, Boston và Washington DC.
Câu lạc bộ câu cá Fishing Schuylkill ở Philadelphia, được thành lập năm 1732, hiện là câu lạc bộ lâu đời nhất ở Bắc Mỹ, trong khi Yale Club ở New York hiện là câu lạc bộ quý ông lớn nhất trên thế giới, với số lượng hơn 11.000 thành viên đến từ các quốc gia.